# アウトストラーダ A10
アウトストラーダ A10（イタリア語: Autostrada A10）は、イタリア北西部のジェノヴァとヴェンティミーリアとを結ぶ高速道路（アウトストラーダ）。アウトストラーダ・デイ・フィオーリ（Autostrada dei Fiori）、「花々の高速道路」の意）あるいはアウトフィオーリ（AutoFiori）の別名を持つ。リグーリア州を貫いて走る道路で、ヴェンティミーリアの国境でフランスのオートルート A8と接続する。欧州自動車道E80号線の一部を構成する。全長は 158.1 km。

## 歴史
1967年9月5日に、ジェノヴァ - サヴォーナ間が開通。サヴォーナ - ヴェンティミーリア間が1971年11月6日に開通した。
当初は対面通行を行っていたが、60年代に上下線の分離が行われた。ジェノヴァ - サヴォーナ間では、近年3度にわたって改修工事が行われた。これにより北側道路（ヴェンティミーリア方面行き）は改装されたが、南側道路（ジェノヴァ方面行き）は、建設当時の道路（かつては両方向の車を通していた）のままで、道路状況は北側と比較して低い。道路を3車線に広げるために、緊急車線を撤去し、車線の幅を3.75m未満に狭めなければならなかったが、これはイタリアの高速道路規則による規定よりも狭く、アルビソーラ - ジェノヴァ・ヴォルトリ間では 制限速度が 80km/hに制限されている。
2018年8月14日、ジェノヴァ近郊のモランディ橋が暴風の中で崩壊し、多数の死者が出た。

## 現況
この路線は現在、2つの会社によって運営されている。ジェノヴァ - サヴォーナ間はアウトストラーデ・ペル・イタリア社 (Autostrade per l'Italia SpA)、サヴォーナ - ヴェンティミーリア間はアウトストラーダ・デイ・フィオーリ社 (Autostrada dei Fiori SpA) による運営である。22の出入口と、8つのサービスエリアがある。
路線の大部分は丘陵地帯に建設されており、多くの高架橋とトンネルがある。この理由で、高速道路は有料（イタリアでもっとも高い通行料のかかる路線の一つ）である。サヴォーナを西へ過ぎると、高速道路はアルベンガ、インペリア、サンレモ、ヴェンティミーリアといった町を通過し、ヴェンティミーリアから6kmの地点でフランスとの国境に至る。1990年代まで、国境にあたるトンネル内の地点には、白と黄色の縞模様のしるしが付けられており、国境通過を知らせていたが、現在は取り除かれた。照明システムの違いや、路面のアスファルトの厚さの違いなどで国境を越えたことを知ることができる。
東方面に向かうA10は、トリノに向かうA6、ポー平原やスイス方面に向かうA26と交差し、最終的にはミラノやトスカーナとを結ぶA7と接続する。